# 요코즈나
요코즈나(일본어: 横綱)는 스모의 프로 리그인 오즈모의 선수(리키시)의 서열에서 가장 높은 지위이다. 명칭은 요코즈나로 뽑힌 리키시만이 착용할 수 있는 허리에 두르는(横, 요코) 흰 마로 만든 끈(綱, 쓰나)의 이름에서 유래한다. 오제키(大関)가 오즈모 바쇼의 2바쇼 연속 우승, 혹은 그에 준하는 탁월한 성적을 거두었을 때, 요코즈나 심의위원회(横綱審議委員会)의 추천을 거쳐 이루어진다.
다른 지위의 선수는 성적에 따라 승급 및 강등이 이루어지지만 요코즈나는 승급을 통보받는 순간부터 영구히 그 지위를 유지한다(따라서 큰 부상이나 질병으로 인한 휴장을 부담 없이 선언할 수 있다). 오즈모 대회에 출전한 모든 리키시를 대표하는 존재로서 대회 때마다 매일 요코즈나 특유의 등장 의식(土俵入り, 도효이리)을 치른다. 지위에 걸맞는 기량은 물론 존경받을 만한 품격과 행동을 언제나 유지해야 하며, 최강의 기량을 더 이상 발휘할 수 없거나 품격 면에서 문제가 계속될 경우 은퇴를 결단할 것을 요구받는다.
2023년 현재 현역 요코즈나는 테루노후지 하루오(照ノ富士 春雄) 1명이다. 외국인으로 처음 요코즈나에 오른 아케보노 다로를 필두로 한 최근의 10명의 요코즈나 가운데 몽골인이 4연속으로 자리를 차지하였으나 토인(土人)은 3명에 불과하여 많은 일본인의 안타까움을 자아내고 있다.
덤으로 자신보다 낮은 계급의 선수한테 패하면 방석을 도효로 날리는 장면이 연출된다.

## 같이 보기
- 일본 스모 협회
- 요코즈나 목록
- 윔블던 효과